# Tigbao
Tigbao ist eine philippinische Stadtgemeinde in der Provinz Zamboanga del Sur auf der Insel Mindanao. Sie hat 20.979 Einwohner (Zensus 1. August 2015), die in 18 Barangays leben. 
Die Gemeinde liegt ca. 32 km westlich vom Zentrum der Provinzhauptstadt Pagadian City und ist über den Maharlika Highway erreichbar. Auf dem Gemeindegebiet erhebt sich der 1.152 Meter hohe Mount Timolan und an dessen Fuß liegt der Maragang-See, beide sind Teil des Naturschutzgebietes Mount Timolan Protected Landscape. 

## Baranggays
| - Begong - Busol - Caluma - Diana Countryside - Guinlin - Lacarayan - Lacupayan - Libayoy - Limas | - Longmot - Maragang - Mate - Nangan-nangan - New Tuburan - Nilo - Tigbao - Timolan - Upper Nilo |